# Haskell County, Oklahoma
Haskell County är ett administrativt område i delstaten Oklahoma, USA, med 12 769 invånare. Den administrativa huvudorten (county seat) är Stigler.

## Geografi
Enligt United States Census Bureau har countyt en total area på 1 619 km². 1 494 km² av den arean är land och 125 km² är vatten.

### Angränsande countyn
- Muskogee County - nord
- Sequoyah County - nordost
- Le Flore County - öst
- Latimer County - syd
- Pittsburg County - väst
- McIntosh County - nordväst

### Orter
- Keota
- Kinta
- McCurtain
- Stigler (huvudort)
- Tamaha
- Whitefield